# Liste der Monuments historiques in Moulins (Ille-et-Vilaine)
Die Liste der Monuments historiques in Moulins (Ille-et-Vilaine) führt die Monuments historiques in der französischen Gemeinde Moulins auf.

## Liste der Bauwerke
| Bezeichnung                   | Beschreibung | Standort | Kennzeichnung | Schutzstatus | Datum | Bild           |
| ----------------------------- | ------------ | -------- | ------------- | ------------ | ----- | -------------- |
| Kirche St-Martin              |              | (Lage)   | PA00090640    | Inscrit      | 1974  | weitere Bilder |
| Château de Monbouan (Schloss) |              | (Lage)   | PA35000011    | Inscrit      | 2000  |                |

## Liste der Objekte
| Bezeichnung | Beschreibung                                            | Standort                       | Kennzeichnung | Schutzstatus | Datum | Bild           |
| --- | ------------------------------------------------------- | ------------------------------ | ------------- | ------------ | ----- | -------------- |
| Ziborium | Silber, vergoldet, 1877                                 | in der Kirche St-Martin (Lage) | PM35002239    | Inscrit      | 1988  |                |
| Passionsfenster (Fenster 0)                                                                                                  | Drittes Viertel des 16. Jahrhunderts                    | in der Kirche St-Martin (Lage) | PM35000338    | Classé       | 1907  | weitere Bilder |
| Wurzel-Jesse-Fenster (Fenster 3)                                                                                             | Viertes Quartal des 16. Jahrhunderts                    | in der Kirche St-Martin (Lage) | PM35000337    | Classé       | 1907  | weitere Bilder |
| Zwei Altäre mit zwei Retabeln                                                                                                | Stei, drittes Viertel des 17. Jahrhunderts              | in der Kirche St-Martin (Lage) | PM35000340    | Classé       | 1907  |                |
| Fünf Reliefs einer Kanzel | Holz, 17./18. Jahrhundert                               | in der Kirche St-Martin (Lage) | PM35002232    | Inscrit      | 1988  |                |
| Drei Bleiglasfenster: Heiliger Vincenz von Paul (Fenster 1), heilige Jeanne-d'Arc (Fenster 2), Mariä Himmelfahrt (Fenster 4) | 1880, 1910, 1916                                        | in der Kirche St-Martin (Lage) | PM35002231    | Inscrit      | 1988  | weitere Bilder |
| Sechs Leuchter | 19. Jahrhundert                                         | in der Kirche St-Martin (Lage) | PM35002233    | Inscrit      | 1988  |                |
| Prozessionsfahne (Nr. 1) | Stoff, erstes Viertel des 19. Jahrhunderts              | in der Kirche St-Martin (Lage) | PM35002234    | Inscrit      | 1988  |                |
| Taufschüssel | Silber, erstes Viertel des 19. Jahrhunderts             | in der Kirche St-Martin (Lage) | PM35002240    | Inscrit      | 1988  |                |
| Hauptaltar mit Retabel | Stein, 1656                                             | in der Kirche St-Martin (Lage) | PM35000339    | Classé       | 1907  | weitere Bilder |
| Prozessionsfahne (Nr. 2) | Stoff, erstes Viertel des 19. Jahrhunderts              | in der Kirche St-Martin (Lage) | PM35002235    | Inscrit      | 1988  |                |
| Liturgische Geräte | Silber, vergoldet, letztes Viertel des 19. Jahrhunderts | in der Kirche St-Martin (Lage) | PM35002236    | Inscrit      | 1988  |                |
| Kelch | Silber, vergoldet, 17./19. Jahrhundert                  | in der Kirche St-Martin (Lage) | PM35002237    | Inscrit      | 1988  |                |
| Monstranz | Silber, vergoldet, 1838                                 | in der Kirche St-Martin (Lage) | PM35002237    | Inscrit      | 1988  |                |